# Unidos do IV Centenário Futebol Clube
Unidos do IV Centenário Futebol Clube é uma agremiação esportiva do bairro de Inhoaíba, na cidade do Rio de Janeiro, fundada a 1 de janeiro de 1965.

## História
Tradicional agremiação da zona oeste, inicialmente fazia parte de torneios de caráter local até resolver se filiar e disputar o Departamento de Futebol Amador da Capital, o qual estreou em 1985, não passando da primeira fase nas categorias adultos e juniores. O presidente na época era José Sobrinho. Onofre Antônio Cesário, o atual mandatário, era o diretor-social.
Participou do Campeonato Estadual da Terceira Divisão de Profissionais apenas em 2002, se classificando na sua chave na liderança juntamente com o segundo colocado União de Marechal Hermes Futebol Clube, eliminando o último colocado, União Central Futebol Clube. Na segunda fase acaba eliminado na lanterna do seu grupo, abaixo do classificado Casimiro de Abreu Esporte Clube, que viria a ser o campeão do certame, e o também eliminado União de Marechal Hermes.
Em 2003, participa como convidado de uma fase preliminar do Campeonato Estadual da Segunda Divisão de Profissionais. Porém, a campanha é bastante insatisfatória, ficando o clube alviverde de Inhoaíba na última colocação, abaixo do classificado Angra dos Reis Esporte Clube e dos eliminados Campo Grande Atlético Clube e União de Marechal Hermes Futebol Clube.
Após essas experiências bastante breves em âmbito profissional, se licencia das competições, mantendo sua praça de esportes somente para jogos não oficiais, localizada na Rua IV Centenário.

## Estatísticas

### Participações
| Competição          | Temporadas | Melhor campanha   | Estreia | Última | P | R |
| Série B1 do Carioca | 1          | ? colocado (2003) | 2003    | 2003   | – | – |
| Série B2 do Carioca | 1          | ? colocado (2002) | 2002    | 2002   | – |   |